# Краеведческое общество Виттгенштайнер-Ланд
Краеведческое общество Виттгенштайнер-Ланд (нем. Wittgensteiner Heimatverein) — местное объединение краеведов историко-географического региона Виттгенштайнер-Ланд или, коротко, Виттгенштайна, в Северном Рейне-Вестфалии (Германия). Географическая территория основана на границах бывшего административного района Виттгенштайн. В него входят сегодняшние общины Бад-Берлебург, Бад-Ласфе и Эрндтебрюк, а также «деревни на высотах» Хоэляе, Мользайфен, Нойастенберг и Лангевизе, с 1975 года административной реформой региона отторгнутые от района в пользу города Винтерберг. Краеведческое общество было основано 16 сентября 1913 года как «Ассоциация истории и фольклора Виттгенштайна» и в 2013 году отметило свое столетие. Нынешнее название оно носит с 1956 года.

## Цели общества
В уставе общества указано: общество преследует исключительно и непосредственно благотворительные цели:
- продвижение и поддержание идеи краеведения и местных исследований.
- реализация целей осуществляется посредством исследований во всех областях местной истории и местных обычаев, а также путём их распространения посредством письменных работ и лекций, а также посредством мероприятий, связанных с указанной территорией, и заботы о ней, а также посредством создания и участия в управлении местных краеведческих музеев.

## История
История современного краеведческого общества Виттгенштайнер-Ланд начинается в 1913 году. В то время было основано «Общество истории и фольклора Виттгенштайна», которая через небольшое время насчитывала около 700 членов. Основная цель общества была заявлена в его названии: исследование истории Виттгенштайна. Тогда этому служили прежде всего публикации в «Записках». Первая мировая война, начавшаяся вскоре после его основания, и последующая экономическая ситуация привели к тому, что деятельность общества прекратилась до 1927 года, но оно не было распущено.
Впоследствии появилась возможность публиковать исторические статьи в журнале «Прекрасный Виттгенштайн», издаваемом типографией «Шмидт» в Ласфе, пока Вторая мировая война не положила этому конец.
Вильгельм Хартнак, который, как и его отец Карл Хартнак, был очень увлечён исследованием истории Виттгенштайна, приехал в Ласфе по окончании Второй мировой войны. После денежной реформы он и пастор Густав Фридрих Бауэр попытались возродить старое историческое общество под новым названием «Краеведческое общество Виттгенштайнер-Ланд». Однако время для этого ещё не пришло. Лишь в 1954 году появились конкретные подходы, которые, наконец, привели к успеху 14 апреля 1956 года. Тогда был утверждён новый Устав общества. Председателем стал тогдашний старший директор района Густав Рихтер. Отныне печатным органом общества стал журнал «Wittgenstein — Blätter des Wittgensteiner Heimatvereins e.V.». В 1962 году Густав Рихтер отказался от поста председателя, и его место занял старший hfqjzzsq директор Вильфрид Люкерт, возглавлявший общество до 1990 года. С 1990 по февраль 2015 года председателем общества был юрист Герхард Карпф. Отто Марбургер (посёлок Шварценау в Бад-Берлебурге) возглавляет общество с 25 апреля 2015 года.